# Vectormaat
In de maattheorie, een deelgebied van de wiskunde, is een vectormaat een generalisatie van het begrip maat. De generalisatie bestaat erin dat een vectormaat als waarden vectoren heeft, hetgeen inhoudt dat de vectormaat van een verzameling een vector is en niet meer noodzakelijk een reëel getal.

## Definitie
Laat {\displaystyle (\Omega ,{\mathcal {F}})} een meetbare ruimte  zijn en {\displaystyle X} een Banachruimte. Een vectormaat  is een eindig-additieve of σ-additieve afbeelding {\displaystyle \mu :{\mathcal {F}}\to X}.